# 醉後大丈夫2
是一部2011年美國喜劇電影，是2009年電影《醉後大丈夫》的續集，也是「醉爆伴郎團系列電影」的第二部作品。由陶德·菲利普斯執導，他與克雷格·馬林和史考特·阿姆斯壯共同編劇。本片主演是畢列·谷巴、艾德·赫姆斯、查克·葛里芬納奇、鄭肯、傑夫·泰爾、賈斯汀·巴薩和保羅·吉馬蒂。2011年5月26日首映，主要在加利福尼亞和泰國拍攝。雖然本片相比上部沒有多少好評，但仍以5.86亿美元成為票房極高的R級喜劇片。
第三部也是最後一部電影《醉爆伴郎團3》於2013年5月23日上映。

## 劇情
這幫惡少又搞飛機了!
繼上一集在賭城度過令人永生難忘的單身狂歡派對後，這次輪到史都要在泰國曼谷舉辦婚禮，有了上一次的教訓後，史都選擇了十分安全且低調的婚前早午宴方式慶祝。老愛出餿主意的菲爾提議在史都結婚前他們這群人晚上一起喝個一杯，沒想到史都的未婚妻蘿倫不但支持，還說服他們帶著泰迪前往放鬆一下。沒想到說好的「喝一杯」就成為他們的最後記憶…，而這次居然在陌生的地點醒來，直到發現泰迪的斷指而他卻失蹤時，才警覺到這一切又再度失控了！這回換成史都岳父和岳母最疼愛的小兒子泰迪失蹤，婚事一直以來岳父和岳母就被反對的史都勢必要找到泰迪才能回去結婚，然而，到底昨晚又發生了什麼事？世事難預料，節外生枝的計畫永遠不如預期，賭城不堪往事不再回首，結果到了曼谷所發生的事情失控且誇張到令人無法想像！

## 演員
- 艾德·赫姆斯 飾 Dr. Stu Price
- 畢列·谷巴 飾 Phil Wenneck
- 查克·葛里芬納奇 飾 Alan Garner
- 賈斯汀·巴薩 飾 Doug Billings
- 鄭肯 飾 Leslie Chow
- 薩莎·巴瑞斯 飾 Tracy Billings
- 鄭智麟 飾 Lauren Srisai
- 吉蓮·維曼（英语：Gillian Vigman） 飾 Stephanie Wenneck
- 李淳 飾 Teddy Srisai
- 布萊恩·卡倫（英语：Bryan Callen） 飾 Samir
- 保羅·吉馬蒂 飾 Kingsley/探員Peters
- 傑夫·泰爾（英语：Jeffrey Tambor） 飾 Sid Garner
- 桑德拉·柯里（英语：Sondra Currie） 飾 Linda Garner
- 雅斯門·李（英语：Yasmin Lee） 飾 Kimmy
- 尼魯德·斯里詹亞（英语：Nirut Sirijanya） 飾 Fong Srisai
- 潘帕克·希蕊古（英语：Penpak Sirikul） 飾 Joi
- 捲尾猴水晶 飾 販毒猴子
- 邁克·泰森 飾 本人

## 外部連結
- 官方网站
- 互联网电影数据库（IMDb）上《醉後大丈夫2》的资料（英文）
- 爛番茄上《醉後大丈夫2》的資料（英文）
- Metacritic上《醉後大丈夫2》的資料（英文）
- Box Office Mojo上《醉後大丈夫2》的資料（英文）
- AllMovie上《醉後大丈夫2》的资料（英文）